# Гатнмаакс 1
Гатнмаакс 1 (англ. Gitanmaax 1) — індіанська резервація в Канаді, у провінції Британська Колумбія, у межах регіонального округу Кітімат-Стекін.

## Населення
За даними перепису 2016 року, індіанська резервація нараховувала 630 осіб, показавши зростання на 0,5%, порівняно з 2011-м роком. Середня густина населення становила 60,1 осіб/км².
З офіційних мов обидвома одночасно володіли 15 жителів, тільки англійською — 615. Усього 120 осіб вважали рідною мовою не одну з офіційних, з них усі — одну з корінних мов.
Працездатне населення становило 60,4% усього населення, рівень безробіття — 23%.
Середній дохід на особу становив $25 570 (медіана $19 904), при цьому для чоловіків — $24 862, а для жінок $26 340 (медіани — $18 976 та $21 184 відповідно).
16,7% мешканців мали закінчену шкільну освіту, не мали закінченої шкільної освіти — 32,4%, 50% мали післяшкільну освіту, з яких 7,8% мали диплом бакалавра, або вищий, 10 осіб мали вчений ступінь.
| Статево-вікова структура населення | Статево-вікова структура населення | Статево-вікова структура населення | Статево-вікова структура населення | Статево-вікова структура населення |
| ---------------------------------- | ---------------------------------- | ---------------------------------- | ---------------------------------- | ---------------------------------- |
|                                    |                                    |                                    |                                    |                                    |
| Всього                             | Всього                             | 52,8%47,2%                         |                                    |                                    |
| 0 — 14 років                       | 0 — 14 років                       |                                    | 19%                                | 19%                                |
| 15 — 64 років                      | 15 — 64 років                      |                                    | 67,5%                              | 67,5%                              |
| 65 і більше                        | 65 і більше                        |                                    | 13,5%                              | 13,5%                              |
| 85 і більше                        | 85 і більше                        |                                    | 1,6%                               | 1,6%                               |
| Середній вік (років)               | Середній вік (років)               | 37,941,0                           | 39,4                               | 39,4                               |
| Медіана (років)                    | Медіана (років)                    | 35,945,5                           | 41,0                               | 41,0                               |
| — чоловіки — жінки                 |                                    |                                    |                                    |                                    |

| Походження мешканців:     | Походження мешканців:     | Походження мешканців: | Походження мешканців: | Походження мешканців: |
| ------------------------- | ------------------------- | --------------------- | --------------------- | --------------------- |
| Походження                |                           |                       | осіб                  | %                     |
| Корінні американці        | Корінні американці        |                       | 610                   | 96.83%                |
| Інше північноамериканське | Інше північноамериканське |                       | 10                    | 1.59%                 |
| Європейське               | Європейське               |                       | 145                   | 23.02%                |
| британське                | британське                |                       | 105                   | 16.67%                |
| французьке                | французьке                |                       | 25                    | 3.97%                 |
| Азійське                  | Азійське                  |                       | 15                    | 2.38%                 |

## Клімат
Середня річна температура становить 4,9°C, середня максимальна – 20,8°C, а середня мінімальна – -14,8°C. Середня річна кількість опадів – 596 мм.
| Клімат поселення                              | Клімат поселення | Клімат поселення | Клімат поселення | Клімат поселення | Клімат поселення | Клімат поселення | Клімат поселення | Клімат поселення | Клімат поселення | Клімат поселення | Клімат поселення | Клімат поселення | Клімат поселення |
| Показник                                      | Січ.             | Лют.             | Бер.             | Квіт.            | Трав.            | Черв.            | Лип.             | Серп.            | Вер.             | Жовт.            | Лист.            | Груд.            |                  |
| Середній максимум, °C                         | −1,04            | 3,00             | 7,57             | 12,46            | 17,01            | 20,82            | 19,18            | 18,53            | 14,01            | 8,12             | 1,27             | −3,62            |                  |
| Середня температура, °C                       | −7,92            | −3,88            | 0,70             | 5,58             | 10,14            | 13,93            | 16,26            | 15,64            | 11,10            | 5,22             | −1,62            | −6,54            |                  |
| Середній мінімум, °C                          | −14,81           | −10,78           | −6,2             | −1,32            | 3,24             | 7,04             | 13,35            | 12,72            | 8,20             | 2,32             | −4,52            | −9,45            |                  |
| Норма опадів, мм                              | 64               | 35               | 26               | 28               | 39               | 50               | 53               | 52               | 68               | 79               | 51               | 51               |                  |
| Середньомісячна швидкість вітру, м/с          | 1.80             | 1.80             | 1.91             | 2.10             | 2.10             | 2.00             | 1.82             | 1.62             | 1.54             | 1.67             | 1.65             | 1.70             |                  |
| Середньомісячна сонячна радіація, кДж/м²·день | 1903             | 4290             | 8932             | 14375            | 18066            | 19435            | 18436            | 15536            | 10191            | 5187             | 2420             | 1356             |                  |
| --------------------------------------------- | ---------------- | ---------------- | ---------------- | ---------------- | ---------------- | ---------------- | ---------------- | ---------------- | ---------------- | ---------------- | ---------------- | ---------------- | ---------------- |
| Джерело:                                      |                  |                  |                  |                  |                  |                  |                  |                  |                  |                  |                  |                  |                  |